# Yangjiang
Yangjiáng (en chino: 阳江市, pinyin: Yángjiāng shì, literalmente: río el sol) es una ciudad-prefectura en la Provincia de Cantón, República Popular de China. Limita al norte con Yunfu , al sur con Mar de la China Meridional, al oeste con Maoming  y al este con Macao. Su área es de 7813,4 km² y su población es de 2.630.000 (2010).
- El idioma es el dialecto Gaoyang, una rama del Cantonés estándar.
- La ciudad fue sacudida por un terremoto de 6,4 el 26 de julio de 1969 matando más de 3.000 personas.

## Administración
La ciudad prefectura de Yangjiáng administra 1 distrito, 1 ciudad municipal y 2 condados:
- Distrito Jiangcheng 江城区
- Ciudad Yangchun 阳春市
- Condado Yangxi 阳西县
- Condado Yangdong 阳东县

## Clima
| Parámetros climáticos promedio de Yangjiáng (1971–2000) | Parámetros climáticos promedio de Yangjiáng (1971–2000) | Parámetros climáticos promedio de Yangjiáng (1971–2000) | Parámetros climáticos promedio de Yangjiáng (1971–2000) | Parámetros climáticos promedio de Yangjiáng (1971–2000) | Parámetros climáticos promedio de Yangjiáng (1971–2000) | Parámetros climáticos promedio de Yangjiáng (1971–2000) | Parámetros climáticos promedio de Yangjiáng (1971–2000) | Parámetros climáticos promedio de Yangjiáng (1971–2000) | Parámetros climáticos promedio de Yangjiáng (1971–2000) | Parámetros climáticos promedio de Yangjiáng (1971–2000) | Parámetros climáticos promedio de Yangjiáng (1971–2000) | Parámetros climáticos promedio de Yangjiáng (1971–2000) | Parámetros climáticos promedio de Yangjiáng (1971–2000) |
| Mes                                                     | Ene.                                                    | Feb.                                                    | Mar.                                                    | Abr.                                                    | May.                                                    | Jun.                                                    | Jul.                                                    | Ago.                                                    | Sep.                                                    | Oct.                                                    | Nov.                                                    | Dic.                                                    | Anual                                                   |
| ------------------------------------------------------- | ------------------------------------------------------- | ------------------------------------------------------- | ------------------------------------------------------- | ------------------------------------------------------- | ------------------------------------------------------- | ------------------------------------------------------- | ------------------------------------------------------- | ------------------------------------------------------- | ------------------------------------------------------- | ------------------------------------------------------- | ------------------------------------------------------- | ------------------------------------------------------- | ------------------------------------------------------- |
| Temp. máx. media (°C)                                   | 19.6                                                    | 19.3                                                    | 22.1                                                    | 25.7                                                    | 28.9                                                    | 30.6                                                    | 31.5                                                    | 31.6                                                    | 30.8                                                    | 28.5                                                    | 24.9                                                    | 21.4                                                    | 26.2                                                    |
| Temp. media (°C)                                        | 15.1                                                    | 15.7                                                    | 18.8                                                    | 22.7                                                    | 25.9                                                    | 27.6                                                    | 28.2                                                    | 27.9                                                    | 26.8                                                    | 24.3                                                    | 20.2                                                    | 16.6                                                    | 22.5                                                    |
| Temp. mín. media (°C)                                   | 11.8                                                    | 13.1                                                    | 16.4                                                    | 20.4                                                    | 23.4                                                    | 25.1                                                    | 25.5                                                    | 25.2                                                    | 23.9                                                    | 21.0                                                    | 16.6                                                    | 12.8                                                    | 19.6                                                    |
| Lluvias (mm)                                            | 35.6                                                    | 71.6                                                    | 85.0                                                    | 241.6                                                   | 464.3                                                   | 387.4                                                   | 358.9                                                   | 391.2                                                   | 232.3                                                   | 103.9                                                   | 41.2                                                    | 29.7                                                    | 2442.7                                                  |
| Días de lluvias (≥ 0.1 mm)                              | 7.6                                                     | 12.1                                                    | 14.5                                                    | 15.7                                                    | 18.2                                                    | 20.1                                                    | 19.1                                                    | 19.2                                                    | 14.8                                                    | 7.8                                                     | 5.0                                                     | 4.8                                                     | 158.9                                                   |
| Horas de sol                                            | 127.6                                                   | 73.4                                                    | 65.7                                                    | 79.7                                                    | 132.5                                                   | 159.2                                                   | 211.4                                                   | 180.0                                                   | 180.2                                                   | 198.8                                                   | 179.3                                                   | 169.1                                                   | 1756.9                                                  |
| Humedad relativa (%)                                    | 74                                                      | 80                                                      | 85                                                      | 87                                                      | 86                                                      | 86                                                      | 85                                                      | 85                                                      | 82                                                      | 75                                                      | 69                                                      | 68                                                      | 80.2                                                    |
| Fuente: China Meteorological Administration             |                                                         |                                                         |                                                         |                                                         |                                                         |                                                         |                                                         |                                                         |                                                         |                                                         |                                                         |                                                         |                                                         |

## Planta nuclear
La planta nuclear Yangjiang (阳江核电站) situada en el poblado de Dongping, comenzó su construcción en 2008 con un costo de 70 mil millones de yuanes.